# Hong Kong Sapling Cup
La Hong Kong Sapling Cup (ufficialmente, in cinese, 菁英盃), anche nota come JC Sapling Cup (in cinese 賽馬會菁英盃) per motivi di sponsorizzazione, è una competizione calcistica riservata alle squadre della Hong Kong Premier League, nata con l'obiettivo di fornire più spazio ai giovani nazionali del campionato. 
La competizione è nata nel 2015 per sostituire la Coppa di Lega di Hong Kong, che raccoglieva allo stesso modo le squadre della Premer League.
La squadra campione in carica è il Southern District.

## Nome della competizione e formato
| Stagioni | Nome della competizione                                                   | Formato                                                                                           | Regole aggiuntive |
| -------- | ------------------------------------------------------------------------- | ------------------------------------------------------------------------------------------------- | --- |
| 2015-16  | Henderson Sapling Cup (Sponsorizzazione della Henderson Land Development) | Due gironi con gare di sola andata. Le prime due di ogni girone si qualificano per le semifinali. | All'interno della competizione, le squadre dovevano schierare almeno due giocatori under 21 e un massimo di 6 calciatori stranierli. |
| 2016-17  | R&F Properties Sapling Cuo (Sponsorizzazione della R&F Properties)        | Turni ad eliminazione diretta con gare di sola andata.                                            | All'interno della competizione, le squadre dovevano schierare almeno due giocatori under 21 e un massimo di 6 calciatori stranierli. |
| 2017-18  | Sapling Cup (Nessuna sponsorizzazione)                                    | Due gironi con gare di sola andata. Le prime due di ogni girone si qualificano per le semifinali. | All'interno della competizione, le squadre dovevano schierare almeno due giocatori under 22 e un massimo di 4 calciatori stranieri.  |
| 2018-19  | Sapling Cup (Nessuna sponsorizzazione)                                    | Due gironi con gare di sola andata. Le prime due di ogni girone si qualificano per le semifinali. | All'interno della competizione, le squadre dovevano schierare almeno due giocatori under 22 e un massimo di 4 calciatori stranieri.  |
| 2019-20  | Sapling Cup (Nessuna sponsorizzazione)                                    | Due gironi con gare di sola andata. La prima di ogni girone si qualifica per la finale.           | All'interno della competizione, le squadre dovevano schierare almeno tre giocatori under 22 e un massimo di 4 calciatori stranieri.  |
| 2020-21  | Sapling Cup (Nessuna sponsorizzazione)                                    | Due gironi con gare di sola andata. Le prime due di ogni girone si qualificano per le semifinali. | All'interno della competizione, le squadre dovevano schierare almeno tre giocatori under 22 e un massimo di 4 calciatori stranieri.  |
| 2021-22  | Sapling Cup (Nessuna sponsorizzazione)                                    | Turni ad eliminazione diretta con gare di andata e ritorno.                                       | All'interno della competizione, le squadre dovevano schierare almeno tre giocatori under 22 e un massimo di 4 calciatori stranieri.  |
| 2022-23  | JC Sapling Cup (Sponsorizzazione della Hong Kong Jockey Group)            | Due gironi con gare di sola andata. Le prime due di ogni girone si qualificano per le semifinali. | All'interno della competizione, le squadre dovevano schierare almeno tre giocatori under 22 e un massimo di 4 calciatori stranieri.  |
| 2023-24  | JC Sapling Cup (Sponsorizzazione della Hong Kong Jockey Group)            | Due gironi con gare di sola andata. Le prime due di ogni girone si qualificano per le semifinali. | All'interno della competizione, le squadre dovevano schierare almeno tre giocatori under 22 e un massimo di 4 calciatori stranieri.  |

## Albo d'oro
| Stagione | Vincitrice                                                       | Punteggio                                                        | Finalista                                                        | Sede                                                             | Spettatori                                                       |
| -------- | ---------------------------------------------------------------- | ---------------------------------------------------------------- | ---------------------------------------------------------------- | ---------------------------------------------------------------- | ---------------------------------------------------------------- |
| 2015-16  | TSW Pegasus                                                      | 1 - 1 ( 3 - 1 dcr)                                               | South China                                                      | Mong Kok Stadium                                                 | 2.150                                                            |
| 2016-17  | Tai Po                                                           | 2 - 1                                                            | TSW Pegasus                                                      | Mong Kok Stadium                                                 | 2.956                                                            |
| 2017-18  | Kitchee                                                          | 2 - 1                                                            | Tai Po                                                           | Hong Kong Stadium                                                | 2.165                                                            |
| 2019-19  | Lee Man                                                          | 3 - 2 (dts)                                                      | Yuen Long                                                        | Mong Kok Stadium                                                 | 2.685                                                            |
| 2019-20  | Kitchee                                                          | 3 - 1                                                            | Southern District                                                | Tseung Kwan O Sports Ground                                      | 0                                                                |
| 2020-21  | Eastern                                                          | 2 - 0                                                            | Happy Valley                                                     | Mong Kok Stadium                                                 | 2.243                                                            |
| 2021-22  | Competizione cancellata per la Pandemia di COVID-19 a Hong Kong. | Competizione cancellata per la Pandemia di COVID-19 a Hong Kong. | Competizione cancellata per la Pandemia di COVID-19 a Hong Kong. | Competizione cancellata per la Pandemia di COVID-19 a Hong Kong. | Competizione cancellata per la Pandemia di COVID-19 a Hong Kong. |
| 2022-23  | Southern District                                                | 2 - 0                                                            | Lee Man                                                          | Mong Kok Stadium                                                 | 2.519                                                            |
| 2023-24  | H.K. Rangers                                                     | 1 - 0                                                            | Kitchee                                                          | Mong Kok Stadium                                                 | 3.769                                                            |
| 2024-25  | Southern District                                                | 4 - 0                                                            | Lee Man                                                          | Mong Kok Stadium                                                 | 3.072                                                            |

## Vittorie per squadra
| Squadra           | Vittorie | Stagioni         | Finali perse | Stagioni         |
| ----------------- | -------- | ---------------- | ------------ | ---------------- |
| Kitchee           | 2        | 2017-18, 2019-20 | 1            | 2023-24          |
| Southern District | 2        | 2022-23, 2024-25 | 1            | 2020-21          |
| Lee Man           | 1        | 2018-19          | 2            | 2022-23, 2024-25 |
| TSW Pegasus       | 1        | 2015-16          | 1            | 2016-17          |
| Tai Po            | 1        | 2016-17          | 1            | 2017-18          |
| Eastern           | 1        | 2020-21          | 0            | —                |
| H.K. Rangers      | 1        | 2023-24          | 0            | —                |